# 石川忠司 (実業家)
石川 忠司（いしかわ ただし、1941年10月11日 - ）は、日本の経営者。豊田自動織機社長、会長を務めた。

## 来歴・人物
愛知県出身。1965年に東京大学法学部を卒業し、1968年7月に豊田自動織機工業(のちの豊田自動織機)に入社した。1986年9月に取締役に就任し、1989年6月に常務、1995年6月に専務を経て、1997年6月に副社長に就任し、1999年6月には社長に昇格した。2005年6月に会長に就任し、2011年8月から相談役を務めた。
2003年11月に藍綬褒章を受章し、2012年4月に旭日重光章を受章。